# 새의 카탈로그
새의 카탈로그(프랑스어: Catalogue d'oiseaux)는 1956년 10월에서 1958년 9월 사이에 작성된 13곡으로 구성된 올리비에 메시앙의 피아노 곡이다. 그의 두 번째 아내인 이본 로리오에게 헌정되었다.
이 작품은 1959년 4월 15일 파리 살 가보에서 피에르 불레즈가 조직한 "도메인 뮤지컬 " 콘서트를 위해 이본 로리오에 의해 초연되었다.